# Площадь Выборгских Полков
Площадь Выборгских Полков — площадь в центре города Выборга, ограниченная проспектом Суворова, Крепостной улицей, Выборгской улицей и улицей Пушкина. К площади примыкает центральный парк города — парк имени Ленина.

## История

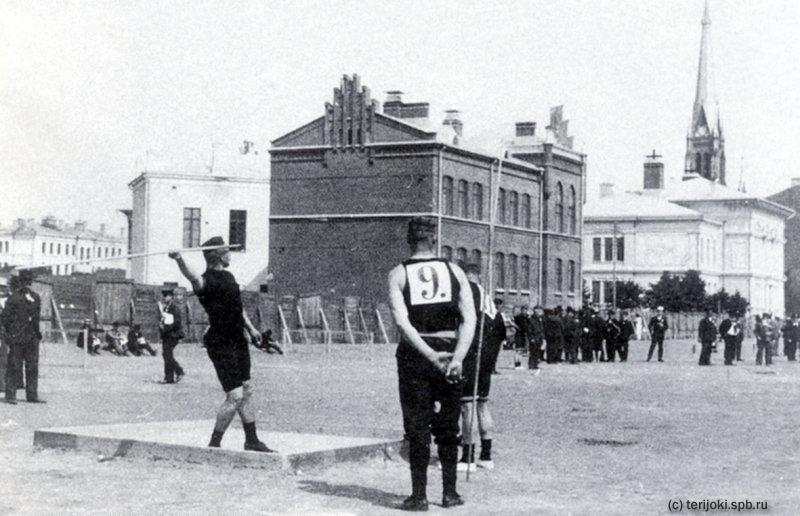
На площади в начале XX века. В перспективе просматривается городская доминанта — Новый кафедральный собор

Возникла в конце XIX века на месте разобранных укреплений Рогатой крепости, когда территория площадью около 10 000 квадратных метров, первоначально, согласно генеральному плану города, разработанному в 1861 году выборгским губернским землемером Б. О. Нюмальмом, отведённая под центральный городской парк-эспланаду, осталась свободной от застройки и зелёных насаждений. Площадь, разделённая на две части Царской улицей (фин. Keisarinkatu, ныне Выборгская), с начала XX столетия использовалась для проведения спортивных и торжественных мероприятий близлежащих школ: классического лицея, реального лицея, финской совместной школы, а также мореходного и торгового училища. С XX века два прямоугольных городских квартала стали рассматриваться в качестве спортивных площадок (стадионов): на русских картах появилось название «Площадь для спорта», на финских — фин. Urheilukentät.

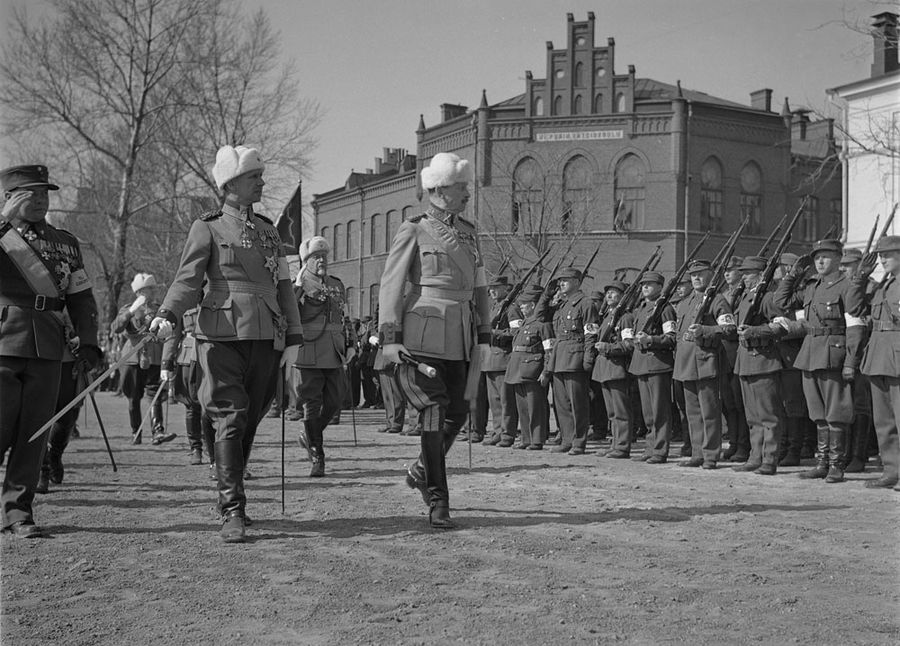
Фельдмаршал Маннергейм и генерал-лейтенант Харальд Эквист на параде по случаю 20-летия взятия Выборга в 1938 году

В дальнейшем площадь, простиравшаяся до нынешней улицы Морская Набережная, стала также использоваться для официальных городских мероприятий (праздников, парадов, шествий и смотров). Например, в 1918 и в 1938 годах военный парад здесь принимал генерал К. Г. Маннергейм. В 1929 году, в рамках кампании по устранению названий, связанных с российским периодом истории Выборга, официальным названием площади-стадиона стал финский вариант фин. Koulukenttä («Школьная»).
В 1939 году городским архитектором Рагнаром Юпюя в северной части площади было спроектировано здание концертного зала, однако военные события воспрепятствовали строительству, и проект остался на бумаге.
По окончании советско-финляндской войны (1939—1940), в краткий период вхождения Выборга в состав Карело-Финской ССР, одним из официальных языков которой был финский, для именования Школьной площади, рассматривавшейся в качестве центральной, использовался и вариант названия «Коулукенття».
После советизации здесь также проводились парады и митинги общегородского значения. На параде советских войск в мае 1940 года М. И. Калинин, Председатель Президиума Верховного Совета СССР, вручал государственные награды отличившимся воинам, о чём свидетельствовали мемориальная доска на фасаде здания бывшего лицея, а также новое название — площадь Героев (с 1941 года).
До 1944 года площадь представляла собой большой плац, на котором не было почти ни одного дерева.
В ходе послевоенной реконструкции Выборга облик площади неоднократно менялся. На части территории между Выборгской и Крепостной улицами был разбит сквер, получивший с 1947 года название Суворовской площади. На участке, где ранее предполагалось построить концертный зал, на гранитном постаменте посередине сквера последовательно устанавливали бюст И. В. Сталина (1951—1953), памятник Максиму Горькому (1953—1957) и памятник М. И. Калинину (1957—2010).

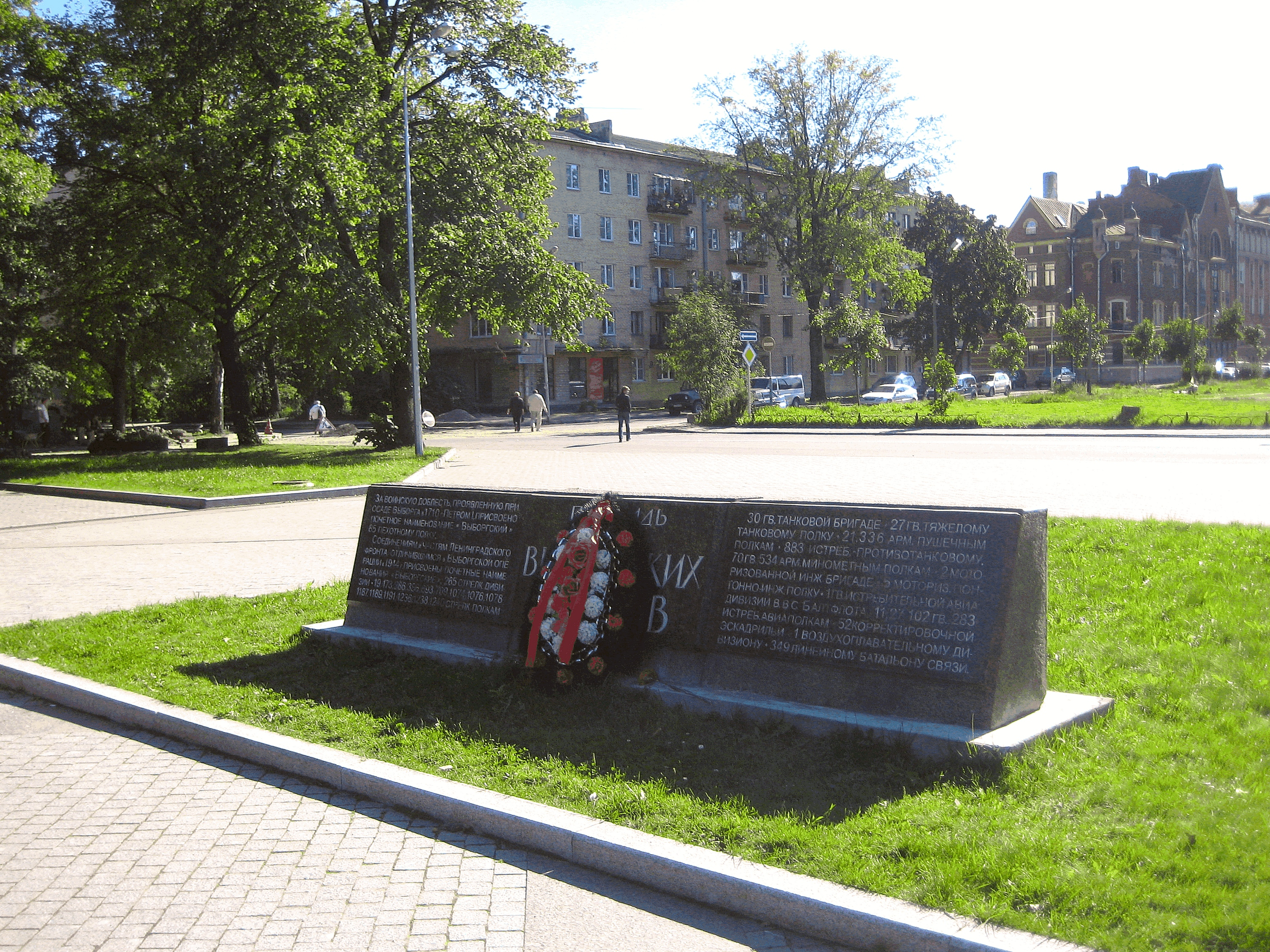
Стела с перечнем выборгских полков

С 1999 года на площади находится гранитная стела с новым названием — «площадь Выборгских Полков» и перечнем воинских подразделений, которым в ходе Северной войны и Великой Отечественной войны присвоено почётное наименование «выборгские»:

За воинскую доблесть, проявленную при осаде Выборга в 1710 г., Петром I присвоено почётное наименование «Выборгский» 85 пехотному полку. Соединениям и частям Ленинградского фронта, отличившимся в Выборгской операции в 1944 г., присвоены почётные наименования «Выборгские»: 265 стрелк. дивизии, 19, 173, 286, 386, 693, 709, 1074, 1076, 1078, 1187, 1189, 1191, 1236, 1238, 1240 стрелк. полкам, 30 гв. танковой бригаде, 27 гв. тяжёлому танковому полку, 21, 336 арм. пушечным полкам, 883 истреб. противотанковому, 70 гв., 534 арм. миномётным полкам, 2 моторизованной инж. бригаде, 5 моториз. понтонно-инж. полку, 1 гв. истребительной авиадивизии ВВС Балтфлота, 11, 27, 102 гв., 283 истреб. авиаполкам, 52 корректировочной эскадрильи, 1 воздухоплавательному дивизиону, 349 линейному батальону связи.
С 2008 года, после разделения всей территории Выборга на микрорайоны, площадь относится к Центральному микрорайону города. Современный облик площадь приобрела после присвоения Выборгу почётного звания «Город воинской славы» указом Президента Российской Федерации от 25 марта 2010 года № 341. На месте памятника М. И. Калинину с 2011 года размещается памятник-стела «Город воинской славы» — одиннадцатиметровая гранитная колонна дорического ордера, увенчанная бронзовым гербом Российской Федерации. На передней части постамента расположен картуш с текстом указа президента о присвоении городу звания, с обратной стороны постамента — картуш с изображением герба города из бронзы. Вокруг колонны установлены четыре тумбы с художественными барельефами военной тематики, изображающими события истории Выборга начиная с XIII века.
В ходе работ по благоустройству при возведении стелы установлены новые фонари, флагштоки и скамейки, площадь замощена брусчаткой. На ней снова проводятся торжественные и праздничные мероприятия общегородского значения. Участок от Выборгской улицы до Морской Набережной, как и прежде, используется в качестве стадиона, реконструкция которого завершена в 2014 году.

## Достопримечательности
- Жилой дом Виклунда (Крепостная ул., д. 37). Архитектор Леандер Иконен, 1891 год.
- Гимназия, бывшее здание классического лицея (ул. Пушкина, д. 10). Архитектор Якоб Аренберг, 1892 год.
- Бывшая совместная школа (Выборгская ул., д. 25). Архитектор Леандер Иконен, 1903 год.
- Жилой дом компании «Агрикола» (ул. Морская Набережная, д. 24). Архитектор Аллан Шульман , 1904 год.
- Жилой дом (проспект Суворова, д. 1). Архитектор Пааво Уотила, 1909 год.
- Жилой дом (проспект Суворова, д. 3). Архитектор Берндт Ивар Аминов, 1902 год. Архитектор Аксель Гюльден, 1910 год.
- Штаб отдельного контрольно-пропускного пункта «Выборг», бывшее Коммерческое и навигационное училище (ул. Морская Набережная, д. 5). Архитектор Рагнар Юпюя, 1937 год.
- Жилой дом с магазинами (Крепостная ул., д. 39). Архитектор Оле Грипенберг[фин.], 1937 год.
- Стела с перечнем Выборгских полков, 1999 год. Первоначально установлена в северной части площади, а в 2011 году перенесена ближе к Выборгской улице по проекту архитектора А. М. Швера.
- Стела «Город воинской славы». Архитектор И. Н. Воскресенский, скульпторы С. А. Щербаков, Е. Б. Волкова, 2011 год.

## Изображения

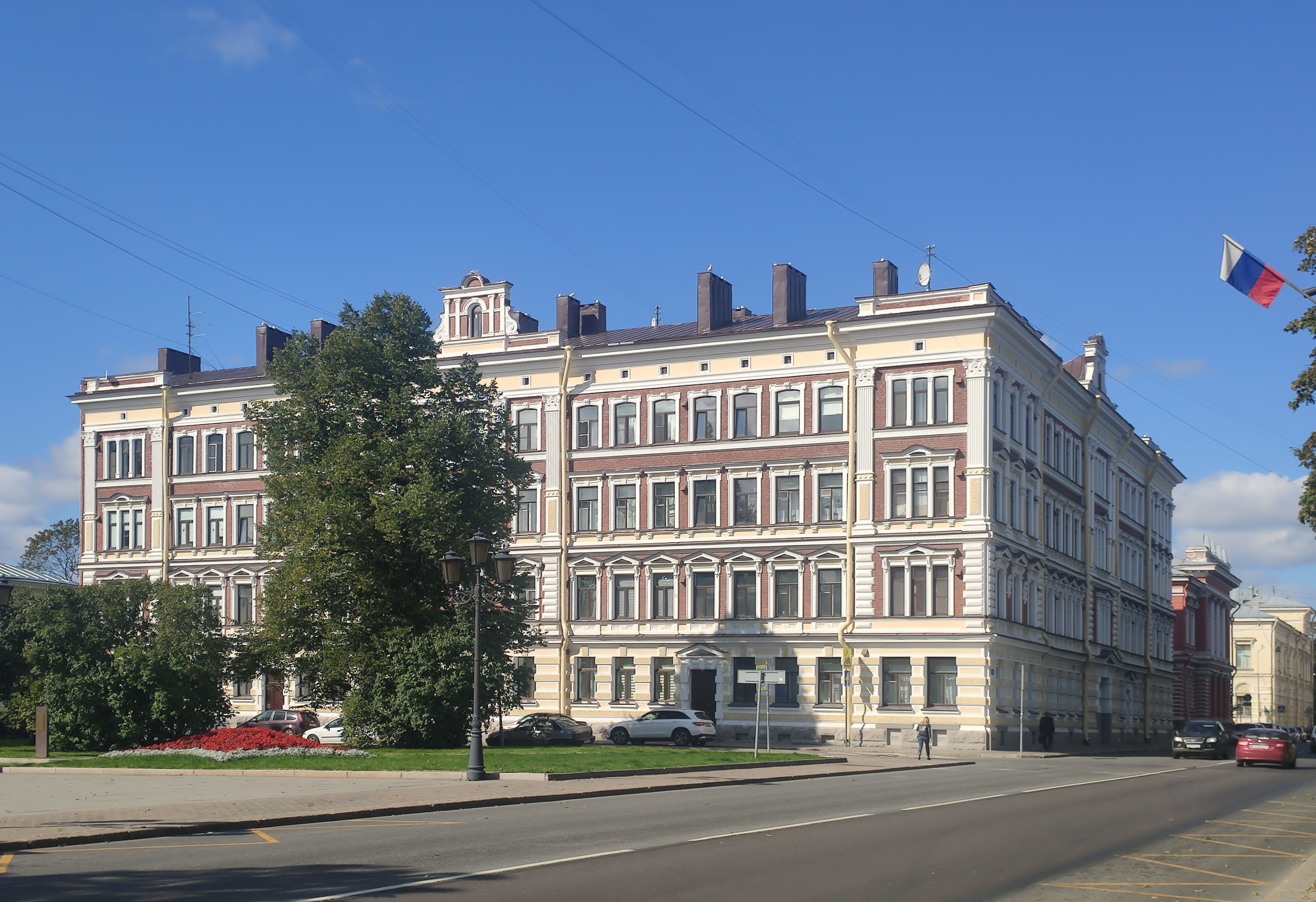
Бывший дом Виклунда (Крепостная ул., д. 37) — 1891 год
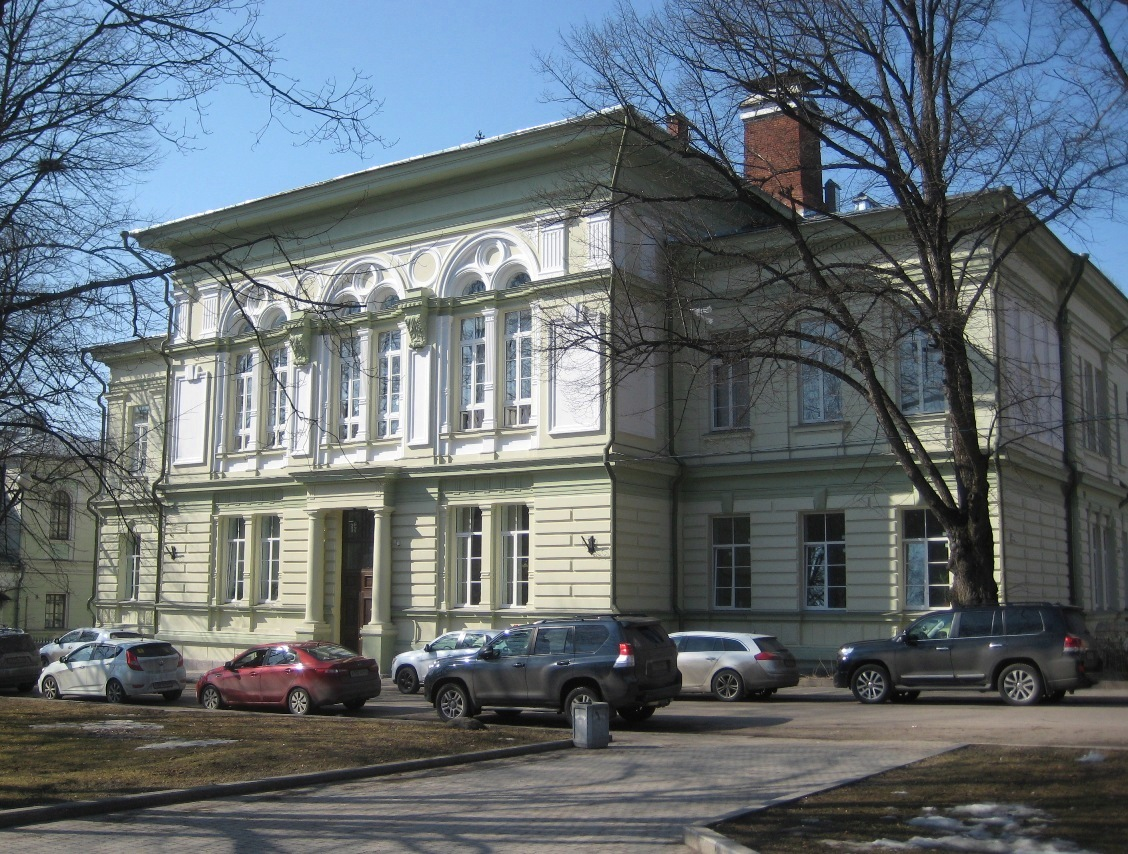
Бывшее здание лицея, ныне гимназия (ул. Пушкина, д. 10) — 1892 год
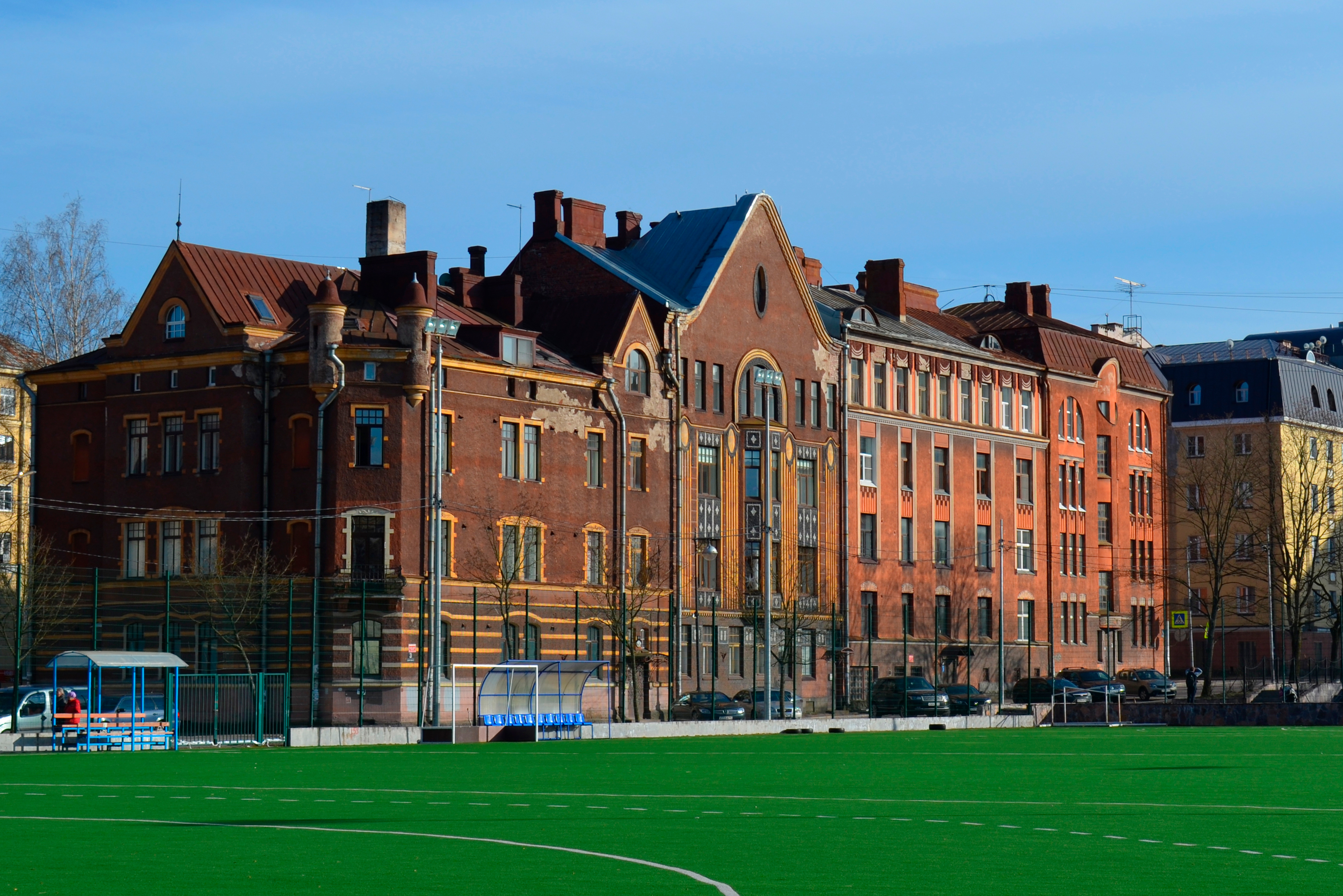
Жилые дома № 1 и № 3 (проспект Суворова), исторически относившиеся к застройке площади — 1902—1910 годы
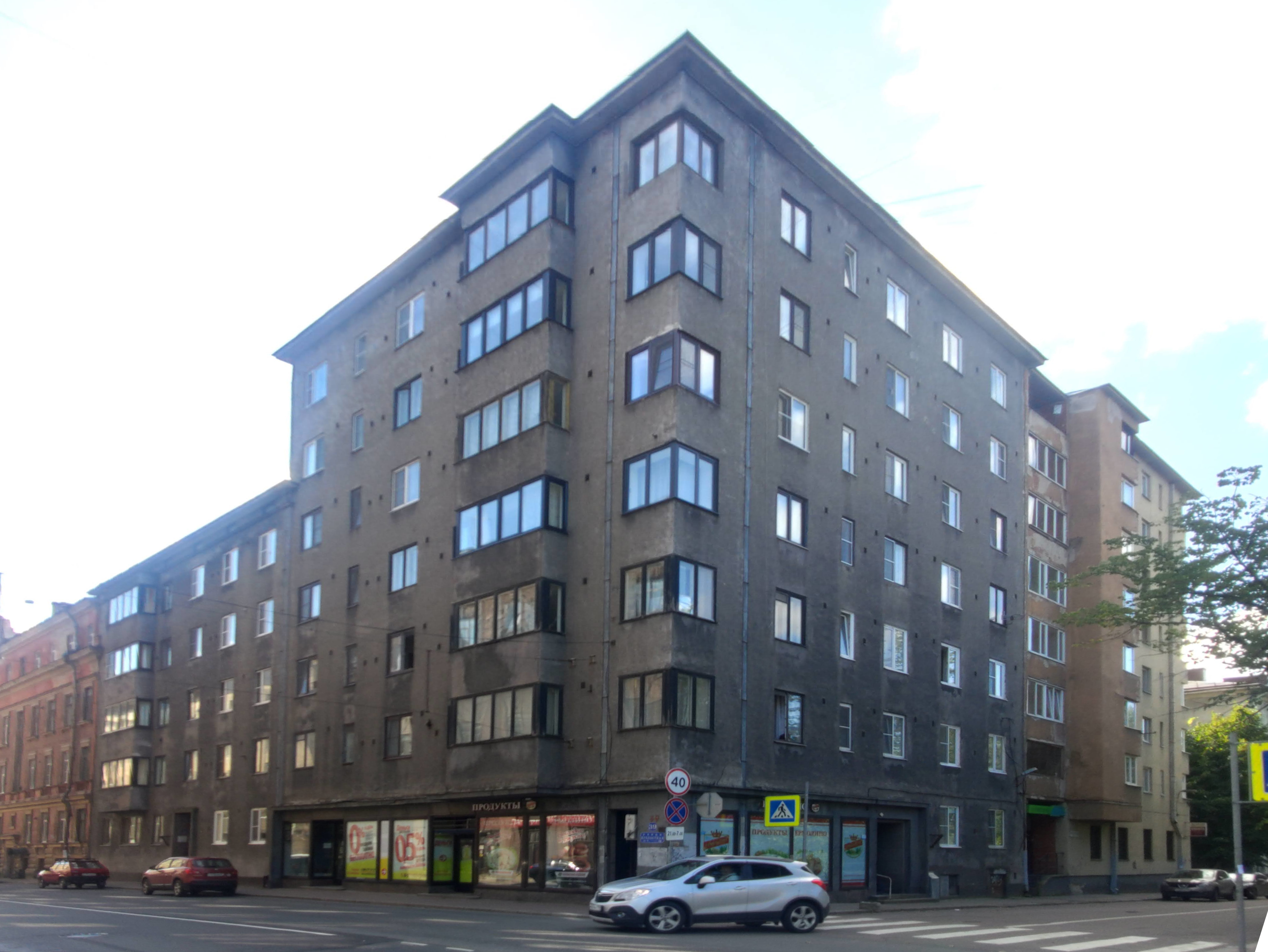
Жилой дом с магазинами (Крепостная ул., д. 39) — 1937 год
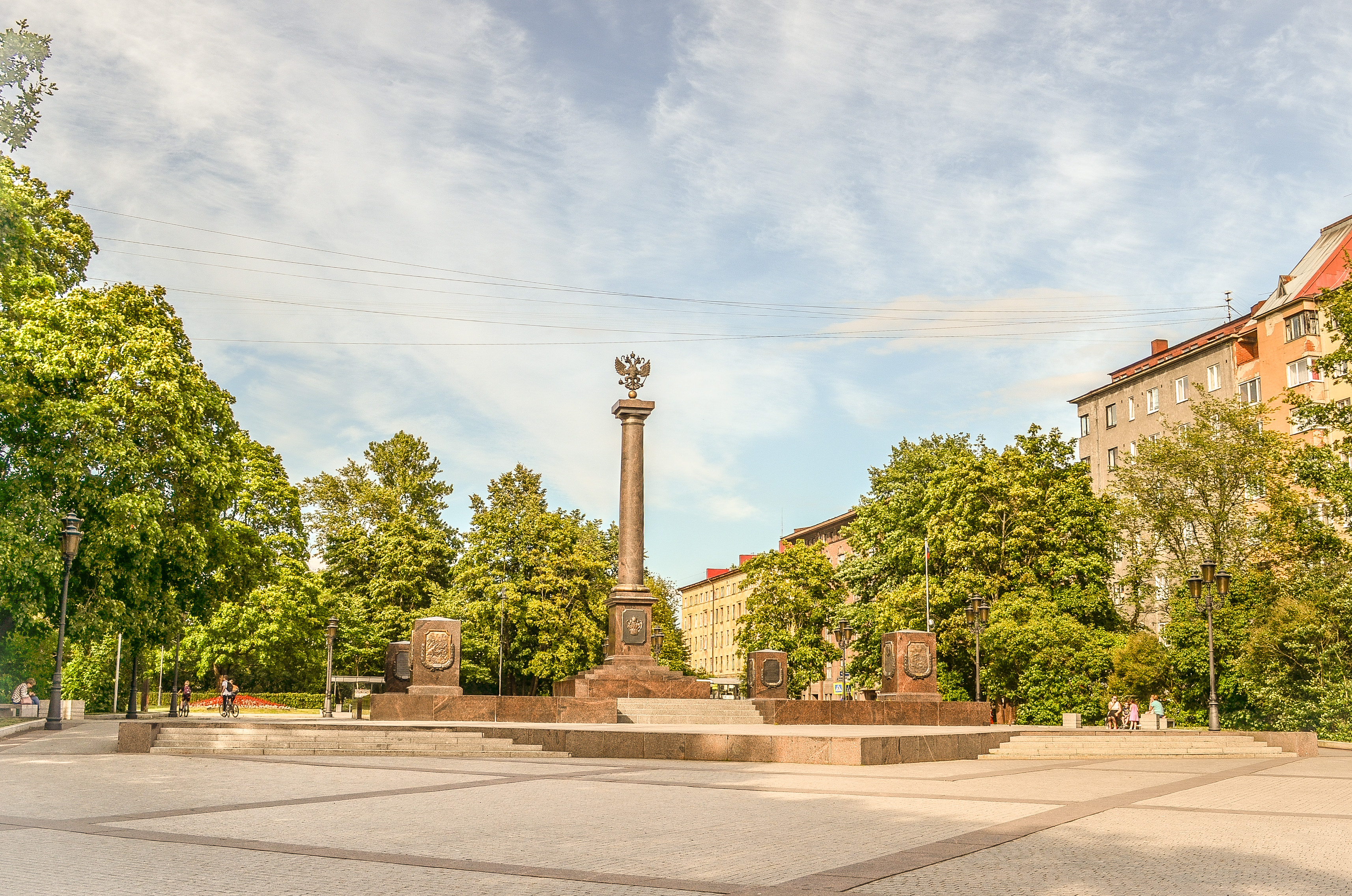
Стела «Город воинской славы» — 2011 год